# Stenomedaljen
Stenomedaljen er en dansk guldmedalje, der blev indstiftet i 1969 af Dansk Geologisk Forening og som er opkaldt efter Nicolaus Steno. Medaljen er udført af Kgl. hofmedaljør Harald Salomon og opbevares på Den Kgl. Mønt. Den tildeles ca. hvert femte år til en (sædvanligvis) udenlandsk geolog.
Medaljen er siden 1969 uddelt 10 gange:
| År   | Navn                              | Virke                        | Felt                                                                         | Ref   |
| ---- | --------------------------------- | ---------------------------- | ---------------------------------------------------------------------------- | ----- |
| 1969 | Sigurdur Thorarinsson             | Island                       | vulkanologi, tefrakronologi                                                  |       |
| 1974 | John Haller                       | Schweiz                      | tektonik, Østgrønlands Kaledonider                                           |       |
| 1979 | Stephen Moorbath                  | Storbritannien               | isotopgeologi, datering af Vestgrønlands Prækambrium                         |       |
| 1984 | Jörn Thiede                       | Tyskland                     | oceansedimenter, Nordatlanten                                                |       |
| 1989 | Victor R. McGregor                | New Zealand/Danmark/Grønland | grundfjeldsgeologi, Arkæikum i Vestgrønland                                  |       |
| 1993 | John Callomon                     |                              | fossiler i Østgrønlands Jura                                                 | [ 3 ] |
| 1998 | Katharina von Salis Perch Nielsen | Schweiz                      | mikropalæontologi i Danmark og Grønland                                      | [ 4 ] |
| 2009 | Finn Surlyk                       | Danmark                      | sedimentologi, palæoøkologi, bassinanalyse i Grønland og Danmark             | [ 2 ] |
| 2015 | Janne Blichert-Toft               | Frankrig                     | høj-temperatur geokemi, petrologi og geokronologi                            | [ 5 ] |
| 2022 | Dennis K. Bird                    | Storbritannien               | geokemi og forståelse af processer fra mikro-skala og til globalt perspektiv | [ 6 ] |